# Кузьниця (гміна)
Гміна Кузьниця (пол. Gmina Kuźnica) — сільська гміна у східній Польщі. Належить до Сокульського повіту Підляського воєводства.
Станом на 31 грудня 2011 у гміні проживало 4291 особа.

## Територія
Згідно з даними за 2007 рік площа гміни становила 133.41 км², у тому числі:
- орні землі: 73.00%
- ліси: 19.00%

Таким чином, площа гміни становить 6.49% площі повіту.

## Населення
Станом на 31 грудня 2011:
| Опис     | Загалом | Загалом | Чоловіки | Чоловіки | Жінки | Жінки |
| -------- | ------- | ------- | -------- | -------- | ----- | ----- |
| одиниця  | осіб    | %       | осіб     | %        | осіб  | %     |
| все      | 4291    | 100     | 2144     | 49.97    | 2147  | 50.03 |
| міське   | 0       | 100     | 0        |          | 0     |       |
| сільське | 4291    | 100     | 2144     | 49.97    | 2147  | 50.03 |

## Сусідні гміни
Гміна Кузьниця межує з такими гмінами: Новий Двур, Сідра, Сокулка.